# دورية الجمعية الطبية الأمريكية
دورية الجمعية الطبية الأمريكية JAMA، دورية طبية محكمة تخضع لمراجعة الأقران، وينشر منها 48 عدد في السنة من قبل الجمعية الطبية الأمريكية. تنشر الدورية الأبحاث والمراجعات والمقالات التي تغطي جميع جوانب الطب الحيوي. تأسست الدورية في عام 1883 وكان ناثان سميث ديفيس المحرر المؤسس لها. رئيس تحرير الدورية الحالي هوارد باوشنر من جامعة بوسطن، وقد خلف كاثرين دي أنغليس في 1 يوليو 2011.

## تاريخ
تأسست الدورية في عام 1883 من قبل الجمعية الطبية الأمريكية، وحلت محل السجلات والوثائق التي تنشرها الجمعية الطبية الأمريكية، وفي نفس الفترة غُيِّر اسم نشرة المجلس الطبي إلى نشرة الجمعية الطبية الأمريكية، والتي ضُمنت لاحقًا في دورية الجمعية الطبية الأمريكية. حصلت الدورية على اسمها النهائي الحالي في عام 1960، وأصبحت تعرف عالميًا بالاختصار (JAMA).

## التعليم الطبي المستمر
كانت فرص التعليم المستمر التي تتيحها الدورية للأطباء عبارة عن قسم بسيط في الدورية التي كانت تصدر كل نصف سنة بحيث توفر قوائم تعليم طبي مستمر. كانت الدورية بين أعوام 1937 - 1955 تنشر قائمة التعليم الطبي المستمر بشكل ربع سنوي أو نصف سنوي، والفترة بين أعوام 1955 - 1981 كانت القائمة تنشر سنويًا، وازداد عدد مواضيع التعليم المستمر التي تقدمها الدورية من 1000 (عام 1955) إلى 8500 (عام 1981)، تحول التعليم الطبي المستمر على دورية الجمعية الطبية الأمريكية في عام 2016 إلى العرض الرقمي بدلًا من المطبوع.

## نشر مقال بقلم باراك أوباما
نشرت دورية الجمعية الطبية الأمريكية في 11 يوليو 2016 مقالًا بقلم باراك أوباما بعنوان: إصلاح الرعاية الصحية بالولايات المتحدة، التقدم الذي حصل حتى الآن والخطوات المقبلة، والتي كانت أول ورقة علمية ينشرها رئيس أمريكي على رأس عمله. لم تخضع المقالة لمراجعة الأقران، وقد دافعت عن سياسات محددة يمكن للرؤساء في المستقبل اتباعها من أجل تحسين تنفيذ إصلاح الرعاية الصحية الوطنية على مستوى الولايات المتحدة.

## تغيير السياسة
طُرد رئيس التحرير جورج دي لوندبيرغ بشكل مثير للجدل عام 1999، ووضعت عملية لضمان حرية التحرير. أنشئت لجنة للإشراف على الدورية مكونة من سبعة أعضاء لتقييم رئيس التحرير وللمساعدة في ضمان استقلالية التحرير. اجتمعت اللجنة منذ إنشائها مرة واحدة على الأقل كل عام. تنص سياسة دورية الجمعية الطبية الأمريكية منذ ذلك الحين على أن محتوى المقالة يجب أن يُنسب إلى المؤلفين وليس إلى الناشر.

### أعمال فنية
استخدمت دورية الجمعية الطبية الأمريكية من عام 1964 إلى عام 2013 صورًا لأعمال فنية على غلافها، ونشرت مقالات للتعليق على العمل الفني، وقد قال المحرر السابق جورج لوندبيرغ: أن هذه الأعمال الفنية صُممت لربط العلوم الإنسانية والطب، وفي عام 2013 نقلت الأعمال والرسومات الفنية من الغلاف إلى الصفحات الداخلية، واستبدلت صورة الغلاف بجدول محتويات، وكان الغرض من إعادة التصميم هذه توحيد مظهر جميع نسخ الدورية.

## وصلات خارجية
- الموقع الرسمي